# Werner Haupt (Mediziner)
Werner Haupt (* 3. September 1908; † nach 1998) war ein deutscher Allgemeinarzt und ärztlicher Standespolitiker.

## Leben und Wirken
Werner Haupt führte fast 40 Jahre lang eine Landarztpraxis in Schleswig-Holstein. Von 1955 bis 1969 gehörte er dem Vorstand der Kassenärztlichen Vereinigung Schleswig-Holstein an (stellvertretender Vorstandsvorsitzender ab 1964).
Haupt war von 1969 bis 1973 und von 1974 bis 1977 Erster Vorsitzender des Berufsverbandes der Praktischen Ärzte und Ärzte für Allgemeinmedizin Deutschlands e.V. (BPA).

## Ehrungen
- 1976: Hippokrates Medaille
- 1977: Verdienstkreuz am Bande des Verdienstordens der Bundesrepublik Deutschland[1]
- 1978: Paracelsus-Medaille der Deutschen Ärzteschaft